# Disseny centrat en l'usuari
En termes generals, el disseny centrat en l'usuari és una filosofia i procés de disseny en el qual les necessitats, els desigs i les limitacions de l'usuari final d'una interfície, o document, prenen una atenció i rellevància considerable en cada nivell del procés de disseny. El disseny centrat en l'usuari pot ser caracteritzat com un problema de resolució en múltiples nivells, que no només requereix dissenyadors que analitzin i prevegin com els usuaris se sentin confortables en l'ús d'una interfície, sinó també per fa necessari provar la validesa de les seves hipòtesi tenint en compte les conductes de l'usuari amb proves de la vida real amb usuaris actuals. Tals proves són tan necessàries com difícils per als dissenyadors d'una interfície; han de comprendre en forma intuïtiva el que un usuari novell experimenta dels seus dissenys.
La principal diferència amb altres filosofies del disseny d'interfície, és que el disseny centrat en l'usuari intenta optimitzar la interfície de l'usuari al voltant de com la gent pot, desitja o necessita treballar, més que no pas en forçar els usuaris a canviar la forma en què treballen per acomodar-se al sistema.